# السوق الكبير

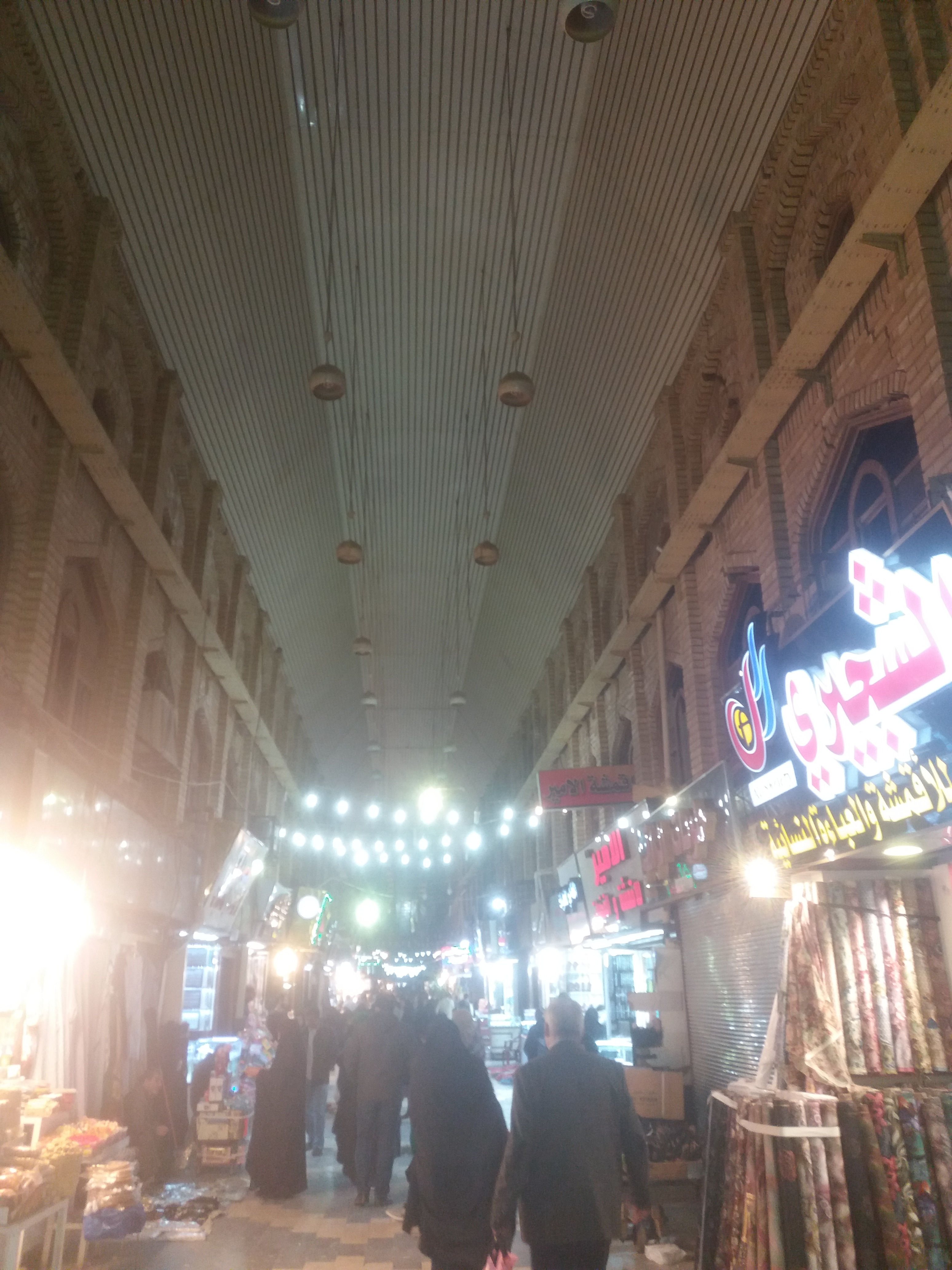
السوق الكبير في مدينة النجف

السوق الكبير هو واحد من أشهر أسواق مدينة النجف الأشرف العراقية، ويقع في قلب محافظة النجف الأشرف القديمة أمام مرقد علي بن أبي طالب.
السوق مغطى بسقف حديدي بنائه مشابه لطراز الأسواق العثمانية التي قد يَعود إلى حقبتها، ويزوره العديد من السياح ومن مختلف البلدان للتمتع بمشاهدة البضائع المختلفة والجمال الفريد. يكثر بيع الذهب والمجوهرات والعطور في السوق فلا بد وأن يسحرك السوق بلمعانه وعطره البهي

## امتداد السوق وباعته
يبدأ السوق من ضريح الأمام علي مباشرة وحتى ما يسمى الآن ساحة الميدان 
تعتبر محلات السوق ملك لسكان النجف الأصليين (المشاهدة)

## تفرعات السوق
كما أنه يحتوى على فروع داخلية تدعى (قيصريات) ومفردها قيصرية حيث تباع فيها مختلف البضائع وتتخصص كل قيصرية بنوع محدد من البضائع مثل البهارات والألبسة والحلويات والجلود والأقمشة وبضائع ومنتجات أخرى من كافة المناشيء العالمية

## تأريخ السوق
يعتقد ان السوق انشأ أو بني بشكل عادي وبسيط منذ تأسيس ونشأة النجف الا انه طور بالشكل الحالي في زمن العثمانيون 
قالب:لأجل النجف